# Buraidan Bremen
«Бремен» (яп. 無頼男－ブレーメン－ бурайдан бурээмэн) — манга, автором которой является Умэдзава Харуто, с 1 мая 2000 по 1 декабря 2001 печаталась в японском журнале Shonen Jump. Серия закончена и насчитывает 9 томов. Манга рассказывает о четырёх японских подростках, которые хотят стать «Богами Рока». Название скопировано с названия музыкальной группы из сказки братьев Гримм «Бременские музыканты», так как каждый герой манги похож на одного из героев этой сказки.

## Сюжет
Рейдзи, молодой панк-гитарист, собирается стать профессиональным музыкантом и решается сбежать из дома чтобы уехать в Токио. Но судьба сводит его с Ромио, необычным парнем, который решил добиться успеха и богатства любыми способами. Вместе они едут покорять столицу, встречая на своём пути как друзей, так и врагов. Позже к ним присоединяются барабанщик Рё, бас-гитарист Ран и их преданная фанатка Рури.

## Персонажи
Касуга Ромио (aka Сидни Рокс)
Вокалист Бремена. Молодой странник, столкнувшийся однажды с Рэйдзи в его родном городе, и решивший сопровождать его до Токио. Он — самый сильный борец группы, способный послать в нокаут броском 10 иеновой монеты. Страдает от амнезии и понятия не имеет, кем он был, поэтому сам выбирает себе имя, несмотря на предупреждение о том, что человека с таким именем будут ждать неудачи. Ромио весел, дик, и опрометчив. Он похож на собаку из Бременских музыкантов, так как он ведёт себя также ужасно, как беспризорная собака.
Хино Рейдзи
Гитарист и автор слов, носящий ирокез. Он уже был в другой группе, но остальные её члены не разделяли его взглядов на рок-музыку, поэтому Хино вынужден был уйти. После встречи с Ромио решает уехать в Токио, чтобы проверить себя на большей сцене. Из-за ирокеза похож на петуха из Бременских музыкантов.
Хаяма Рё
Барабанщик Бремена. Хотя Рё выглядит как сексуальная девушка, «она» — на самом деле переодевшийся парень, который чувствует себя неуютно в мужском теле. Он одевается как девушка, потому что чувствует, что именно это соответствует его истинной природе. Рё носит ботинки с 40 сантиметровой подошвой, которой попользуется как основным оружием. Ненавидит, когда его называют «окама» (яп. транссексуал). «Она» похожа на кота из Бременских музыкантов, из-за её кошачьих движений и действий.
Фудзи Ран
Басист в группе. Он был частью группы «Серная Кислота» и ушёл после того, как достиг 20 лет, хотя полностью считался ушедшим после драки с сумасшедшим вокалистом «Серной Кислоты». Обладает абсолютным слухом, который делает его великолепным музыкантом. Мечтает скопить денег и купить Феррари F40. Именно он придумал название будущей группе, хотя и случайно. Эмблема Феррари — скачущая лошадь, поэтому Ран похож на «медленного осла» из Бременских музыкантов.